# Pontos extremos dos Países Baixos

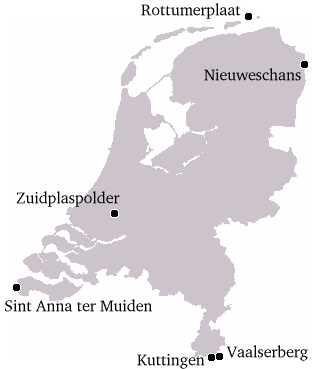
Pontos extremos do território do Reino dos Países Baixos na Europa

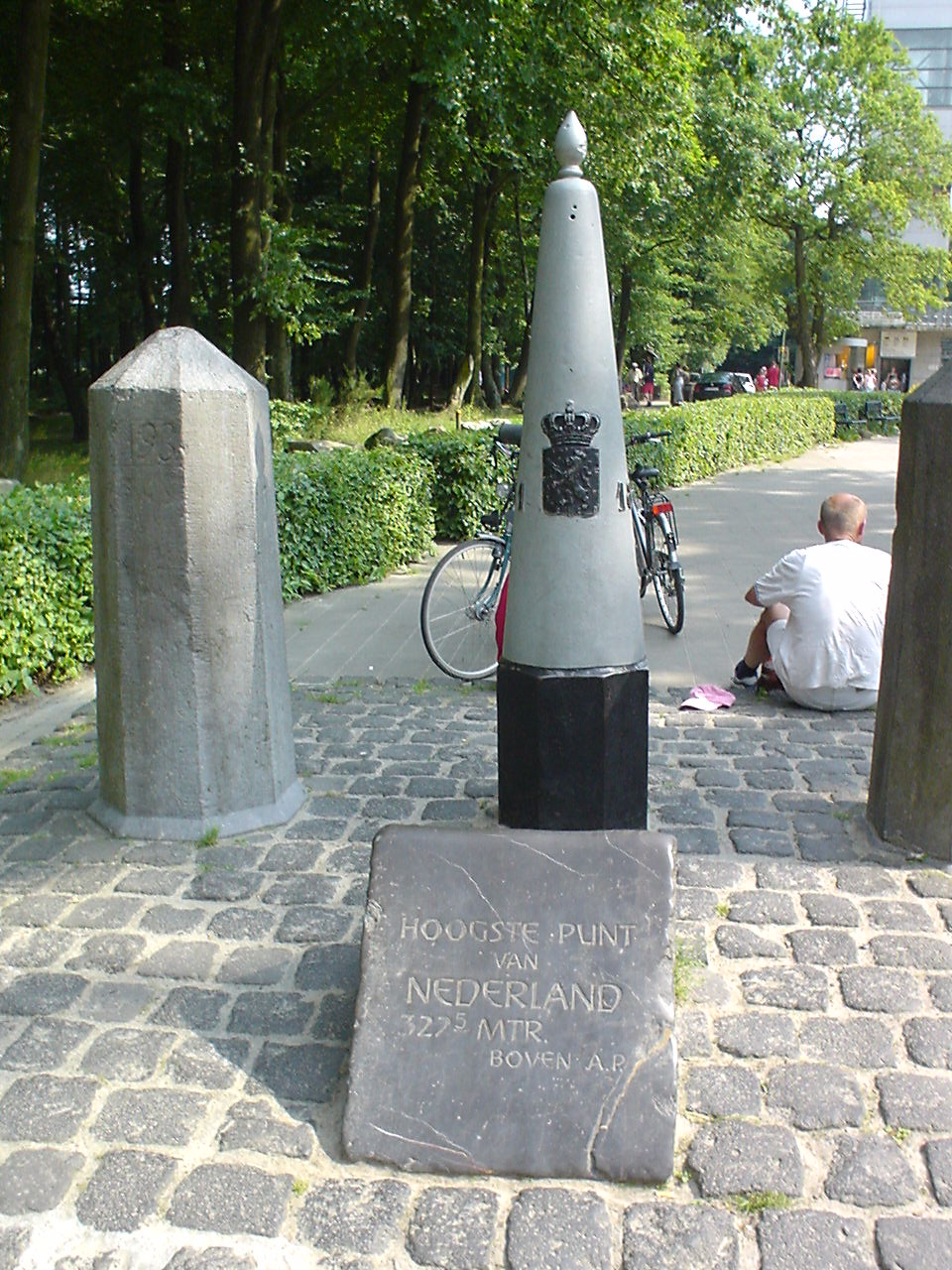
Vallserberg - ponto mais alto do território europeu dos Países Baixos

Esta é a lista de pontos extremos dos Países Baixos, onde estão indicados os locais mais a norte, sul, leste e oeste do território neerlandês:

## Países Baixos (apenas território na Europa)
- Ponto mais setentrional: Rottumerplaat (53° 33′ 18″ N, 6° 28′ 41″ L)
- Ponto mais setentrional (Países Baixos Continental): perto de Rooderschool (53° 27′ 56″ N, 6° 44′ 48″ L)
- Ponto mais meridional: Marco de fronteira 12, perto de Kuttingen, município de Gulpen-Wittem, Limburgo (50° 45′ 01,5″ N, 5° 54′ 54″ L)
- Ponto mais ocidental: Sint Anna ter Muiden (51° 18′ 57″ N, 3° 21′ 30″ L)
- Ponto mais oriental: Bad Nieuweschans (53° 10′ 49″ N, 7° 13′ 40″ L)
- Ponto mais alto: Vaalserberg (322,4 m acima do nível do mar), Limburgo (50° 45′ 17″ N, 6° 01′ 15″ L)
- Ponto mais baixo: Ziudplaspolder, perto de Nieuwerkerk ann den IJssel (6,76 m abaixo no nível NAP) (51° 59′ 09″ N, 4° 37′ 54″ L)

## Países Baixos (incluindo território nas Caraíbas)
Quando se inclui as municipalidades especiais do Caribe na lista acima, as localidades mais meridionais e ocidentais mudam para a Ilha de Bonaire, considerando também o ponto mais alto na Ilha de Saba. Os locais aproximados são:
- Ponto mais ocidental: oeste de Lago Goto (12° 17′ 02″ N, 68° 24′ 52″ O)
- Ponto mais meridional: Farol de Willemstoren Bonaire (12° 01′ 26″ N, 68° 14′ 52″ O)
- Ponto mais alto: Monte Scenery, Saba (870m de altitude)[1] (17° 38′ 06″ N, 63° 14′ 21″ O)

## Reino dos Países Baixos
Quando todos os países do Reino dos Países Baixos são incluídos, o ponto mais ocidental muda para Aruba:
- Ponto mais ocidental: Divi Village, Aruba (12° 32′ 24″ N, 70° 03′ 48″ O)